# Classe Yangyang
La classe Yangyang (en coréen : 양양급 소해함, en hanja : 襄陽級掃海艦) est une classe de dragueur de mines de lutte anti-sous-marine en service actuellement dans la marine de la république de Corée (ROKN).

## Historique
Lors de la guerre de Corée, la Corée du Sud ne disposait pas d'un équipement de dragage approprié pour retirer les mines navales des filets de pêche ou de faire exploser les mines flottantes avec des mitrailleuses légères. Dans les années 1980, la Corée du Sud a développé et utilisé 6 chasseurs de mines de la classe Ganggyeong, qui furent la base des navires de la classe Yangyang.
Dans les années 1990, la marine de la république de Corée a conçu un chasseur de mines amélioré. Le premier navire a été lancé et mis en service en 1999. Il a été nommé ROKS Yangyang. Deux autres, les ROKS Ongjin et Haenam, ont été lancés quelques années plus tard. Par rapport à la classe Ganggyeong, les navires de la classe Yangyang, avec une coque plus longue, ont une capacité de déminage améliorée.

## Unités
| Nom            | Numéro de coque | Constructeur                      | Lancement | Statut     |
| -------------- | --------------- | --------------------------------- | --------- | ---------- |
| ROKS Yangyang  | MSH-571         | Construction navale de Gangnam-gu | 1999      | En service |
| ROKS Ongjin    | MSH-572         | Construction navale de Gangnam-gu | 2003      | En service |
| ROKS Haenam    | MSH-573         | Construction navale de Gangnam-gu | 2004      | En service |
| ROKS Namhae    | MSH-575         | Construction navale de Gangnam-gu | 2021      | En service |
| ROKS Hongseong | MSH-576         | Construction navale de Gangnam-gu | 2022      | En service |
| ROKS Goseong   | MSH-577         | Construction navale de Gangnam-gu | 2021      | En service |